# Sezona Velikih nagrad 1924
Sezona Velikih nagrad 1924 je bila sedemnajsta sezona Velikih nagrad, dirke niso bile povezane v prvenstvo. 

## Velike nagrade

### Grandes Épreuves
| Velika nagrada           | Dirkališče   | Datum       | Zmag. dirkač          | Zmag. moštvo | Poročilo |
| ------------------------ | ------------ | ----------- | --------------------- | ------------ | -------- |
| Indianapolis 500         | Indianapolis | 30. maj     | Joe Boyer L. L. Corum | Duesenberg   | Poročilo |
| Velika nagrada Francije* | Lyon         | 3. avgust   | Giuseppe Campari      | Alfa Romeo   | Poročilo |
| Velika nagrada Italije   | Monza        | 19. oktober | Antonio Ascari        | Alfa Romeo   | Poročilo |

*Velika nagrada Francije je imela častni naziv Velika nagrada Evrope.

### Ostale Velike nagrade
| Velika nagrada                | Dirkališče | Datum         | Zmag. dirkač      | Zmag. moštvo   | Poročilo |
| ----------------------------- | ---------- | ------------- | ----------------- | -------------- | -------- |
| Tigullio Circuit              | Tigullio   | 13. april     | Tazio Nuvolari    | Bianchi        | Poročilo |
| Targa Florio                  | Madonie    | 27. april     | Christian Werner  | Mercedes       | Poročilo |
| Coppa Florio                  | Madonie    | 27. april     | Christian Werner  | Mercedes       | Poročilo |
| Belfiore Circuit              | Belfiore   | 4. maj        | Antonio Masperi   | Bianchi        | Poročilo |
| Perugia Cup                   | Perugia    | 28. maj       | Emilio Materassi  | Itala          | Poročilo |
| Velika nagrada Savia          | Ravenna    | 25. maj       | Enzo Ferrari      | Alfa Romeo     | Poročilo |
| Polesine Circuit              | Ravenna    | 1. junij      | Enzo Ferrari      | Alfa Romeo     | Poročilo |
| Velika nagrada Cremone        | Cremona    | 9. junij      | Antonio Ascari    | Alfa Romeo     | Poročilo |
| Coppa Acerbo                  | Pescara    | 13. julij     | Enzo Ferrari      | Alfa Romeo     | Poročilo |
| Miramas Cup                   | Miramas    | 13. julij     | Martin De Alzaga  | Sunbeam        | Poročilo |
| Velika nagrada Montenera      | Montenero  | 17. avgust    | Renato Balestrero | OM             | Poročilo |
| Velika nagrada Mugella        | Mugello    | 31. avgust    | Giuseppe Morandi  | OM             | Poročilo |
| Velika nagrada San Sebastiána | Lasarte    | 27. september | Henry Segrave     | Sunbeam        | Poročilo |
| Champions Match               | Montlhéry  | 12. oktober   | Ernest Eldridge   | Fiat           | Poročilo |
| Grand Prix de l'Ouverture     | Montlhéry  | 19. oktober   | Parry Thomas      | Thomas Special | Poročilo |
| Velika nagrada Garde          | Salò       | 9. november   | Guido Meregalli   | Diatto         | Poročilo |